# St Hywyn
Koordinaten: 52° 48′ 47″ N, 4° 42′ 20,5″ W

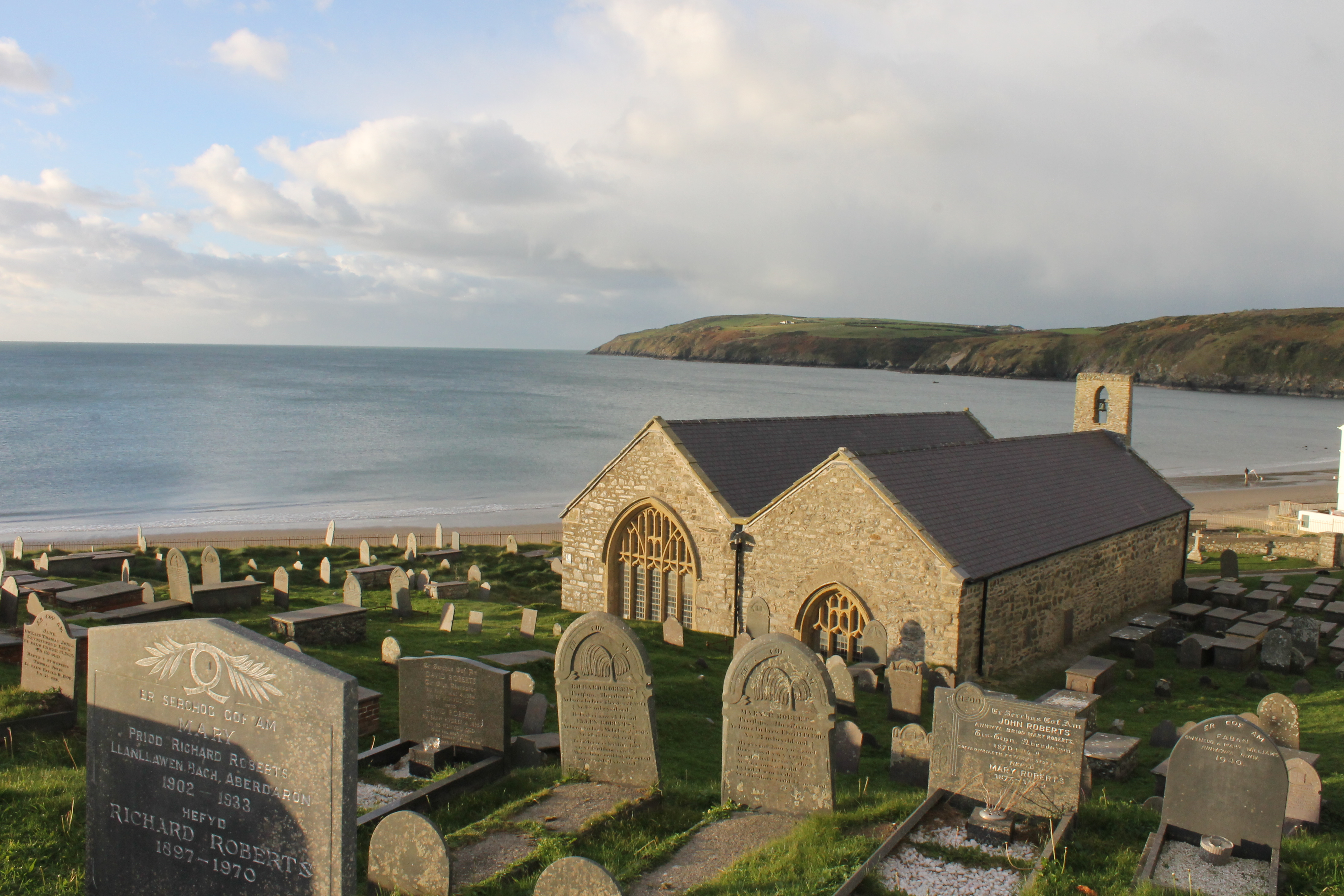
St Hywyn

St Hywyn ist eine anglikanische Kirche in Aberdaron im walisischen County Gwynedd. Die Kirche wurde von Cadw im Jahr 1971 im Grade I in die Statutory List of Buildings of Special Architectural or Historic Interest aufgenommen.

## Geschichte
Die walisische Halbinsel Llyn war bereits im Mittelalter Station zahlreicher Pilger, die auf dem Weg zur heiligen Insel Bardsey waren. Am Standort der Kirche St Hywyn trafen die nördliche und die südliche Route Richtung Bardsey aufeinander. Der Patron der Kirche, Hywyn, kam im 6. Jahrhundert aus der Bretagne nach Wales. Er gehörte zu den Begleitern des heiligen Cadfan, der auf Bardsey ein Kloster gründete, und etablierte in Aberdaron eine Mönchsgemeinschaft. Unter dem König von Gwynedd Gruffydd ap Cynan wurden statt der älteren Holzkirchen Gotteshäuser aus Stein errichtet. Ein großer Teil des Kirchengebäudes St Hywyn stammt wohl aus Gruffydds Zeit.
Zwei Grabsteine aus dem 6. Jahrhundert in der Kirche erinnern an zwei Priester namens Senacus und Veracius. Auf dem Grabstein des Senacus ist vermerkt, dass dieser mit zahlreichen weiteren Mönchen bestattet wurde. Bardsey gilt als Bestattungsort von 20.000 Heiligen und wurde in einem Dokument aus dem Jahr 1122 als das „Rom von Wales“ bezeichnet; Papst Calixtus II. erklärte im Jahr 1120, drei Besuche auf Bardsey seien ebenso viel wert wie ein Besuch in Rom. Möglicherweise deutet die Inschrift auf dem Senacus-Grabstein bereits die Berühmtheit der „heiligen Insel“ und des Weges dorthin an.
Flüchtlinge erhielten in der Kirche einst 40 Tage lang Asyl.
Die Kirche wurde im 14. und 15., eventuell auch im 16. Jahrhundert erweitert. Von 1624 an wurde sie fast 300 Jahre lang vom St John’s College in Cambridge aus verwaltet.
1841 wurde eine neue Kirche weiter im Landesinneren erbaut. St Hywyn diente zeitweise als Schulhaus. Bereits 1848 wurde eine Restaurierung nach Plänen von Henry Kennedy vorgeschlagen, vollendet war diese allerdings erst 1868. 1906 wurden weitere Sanierungsarbeiten durchgeführt, für die John Williams aus Bangor zuständig war.
Die Kirche war die letzte Wirkungsstätte des Priesters R. S. Thomas. Eines seiner Gedichte gehört zum Schmuck der Kirche.
In den 1990er-Jahren wurde St Hywyn gegen die See hin befestigt, um eine Unterspülung zu vermeiden.
St Hywyn liegt oberhalb des Strandes fast unmittelbar an der Irischen See. Besucher und Pilger können Namen und Gebete auf Steinen niederschreiben, die sie am Strand aufsammeln und in der Kirche niederlegen. Im Rahmen eines Gottesdienstes Ende Oktober werden diese Steine jeweils wieder dem Meer zurückgegeben. Die Gottesdienste in St Hywyn werden zweisprachig abgehalten. Im Sommer werden auch Konzerte in der Kirche veranstaltet.

## Beschreibung
Die Pfarrkirche St Hywyn hat zwei Schiffe, von denen das nördliche das ursprüngliche ist. Beide sind aus Bruchsteinmauerwerk errichtet und besitzen Spitzgiebel, die Dächer sind mit Schiefer gedeckt. Der schlichte Glockenturm auf dem nördlichen Schiff enthält eine Glocke aus dem Jahr 1901. Die beiden westlichen Giebelwände sind ebenso wie die Nordwand fensterlos. Das Rundbogenportal auf der Westseite wurde vermutlich im 15. Jahrhundert neu gestaltet. Die Regenrinne zwischen den Giebeln auf dieser Seite der Kirche trägt die Jahreszahl 1760. Eine nicht mehr nutzbare Tür mit niedrigem Bogen in der Nordwand geht möglicherweise auf das 12. Jahrhundert zurück. 
Auf der Ostseite befand sich einst ein großes Fenster, angeblich mit Spitzbogen. Es wurde 1848 zugemauert. Das Maßwerk geht aufs 19. Jahrhundert zurück. Über diesem Fenster befindet sich ein Entlastungsbogen für ein Fenster aus älterer Zeit, eventuell aus dem 14. Jahrhundert. Die Maße dieses Fensters lassen vermuten, dass der Giebel erst beim Bau des Seitenschiffs erhöht wurde. Dieses Seitenschiff aus der Zeit um 1500 besitzt auf der Ostseite ein fünfteiliges Fenster; auch auf der Südseite befinden sich Fenster aus der Zeit um 1500. Ein Fenster auf der Westseite ist eine ehemalige Tür. 

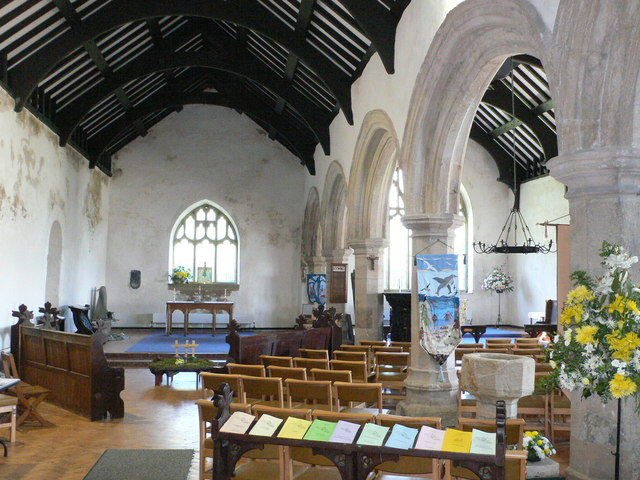
Links das ältere, rechts das jüngere Kirchenschiff

Innen waren die Wände der Kirche zeitweise verputzt. Das Dach des Seitenschiffes auf der Südseite wurde unter Verwendung von viel Originalholz restauriert. Die Kirche hat sechs Joche; fünf vierzackige Bogen ruhen auf achteckigen Pfeilern mit profilierten Kappen und Sockeln. Das achteckige Taufbecken wurde in der Zeit um 1500 geschaffen, wohingegen ein großer Teil der Innenausstattung aus dem frühen 20. Jahrhundert stammt. Die Marmorstufen des Chores sowie das Lesepult, das Gestühl und die Holzbögen gehen auf die Restaurierung von 1906 zurück, die hölzerne, verzierte Kanzel sowie das Litaneipult stammen aus dem Jahr 1911. Im Seitenschiff hängt ein großer eiserner Kerzenkranz aus dem 19. oder dem frühen 20. Jahrhundert.
Die Kirche ist sowohl mit einer Orgel von Rushworth & Dreaper in Liverpool als auch mit einem Klavier ausgestattet.
Auf dem Friedhof bei St Hywyn befindet sich ein Denkmal, das an die Gefallenen des Ersten und Zweiten Weltkrieges sowie an die Seefahrer, die im Zuge der Kriegshandlungen des Ersten Weltkrieges umkamen, erinnert.

## Belege
1. 1 2 3  Church of St Hywyn auf cadwpublic-api.azurewbsites.net
2. 1 2 3  St Hywyn. Aberdaron, LL53 8BE auf broenlli.com
3. 1 2 3 4 5 6  St Hywyn’s Church, Aberdaron auf historypoints.org
4. 1 2 3  St Hywyn auf www.nationalchurchestrust.org
5. ↑  Video von Terry Miles mit Spiel auf der Orgel auf www.youtube.com, hochgeladen am 8. November 2024
6. ↑  Aberdaron war memorial auf historypoints.org